# Contes cruels (Mirbeau)

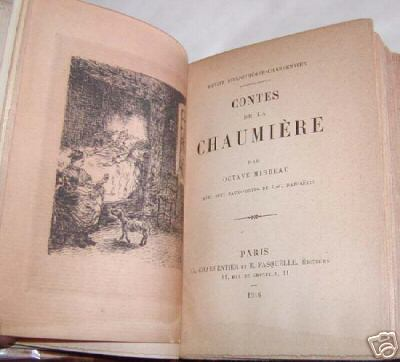
Contes de la chaumière, illustrés par Jean-François Raffaëlli (1894).

Contes cruels : c’est sous ce titre, emprunté à Villiers de L’Isle-Adam, qu’en 1990 ont été recueillis, en deux volumes, quelque 150 contes et nouvelles de l’écrivain français Octave Mirbeau, ami et admirateur de Villiers.

## Publication
Tous ces contes ont paru dans les grands quotidiens de l’époque. Seul un petit nombre a été publié en volume par l’écrivain lui-même dans ses Lettres de ma chaumière (1885) et Contes de la chaumière (1894). D’autres, nettement plus nombreux, ont été publiés après sa mort par sa veuve Alice Regnault dans divers recueils et plaquettes parus chez Flammarion : la Pipe de cidre, la Vache tachetée, Un homme sensible, Chez l’Illustre écrivain, le Petit gardeur de vache et Un gentilhomme. Quelques autres encore ont été publiés à l’étranger, traduits notamment en allemand, en espagnol et en russe. De nombreux autres enfin étaient inédits en volume.
L’écrivain, soucieux de ne rien perdre de sa production, a réutilisé nombre de ses contes parus dans la presse en les insérant dans cette œuvre-patchwork qu’est Les 21 jours d'un neurasthénique.

## Subversion du conte

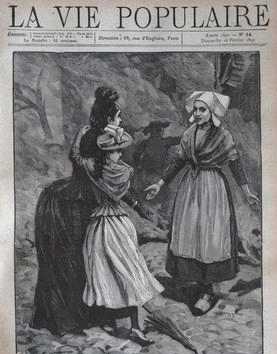
Octave Mirbeau, Le Nid de frelons, La Vie populaire (16 février 1890).

Il est clair que le romancier n’accordait que peu d’importance à une besogne qui, à ses yeux, était avant tout alimentaire. En effet, le conte joue alors un rôle de premier plan dans la grande presse et il est, avec la chronique, un genre fort prisé du public, qui permet à la plupart des écrivains de gagner leur vie beaucoup plus sûrement que par la publication de leurs livres. Pour les quotidiens, il est une manière de fidéliser leurs lecteurs en leur offrant un espace ludique et en leur apportant une dose modérée d’émotion ou de gaieté. Mirbeau y voit aussi une occasion précieuse de faire ses gammes en y traitant des sujets et en y brossant des personnages et des décors auxquels il entend donner des développements dans ses œuvres romanesques.
Mais, pour lui, il n'est pas question pour autant de réduire ses récits de presse à de vulgaires divertissements, et il entreprend de subvertir le genre : au lieu de rassurer et d’entretenir le misonéisme et la bonne conscience de ses lecteurs bourgeois, il va les inquiéter et les obliger à « regarder Méduse en face ». L’humour grinçant et l’horreur qu’il affectionne n’ont rien de gratuit et servent au contraire à perturber le confort moral et intellectuel du lectorat pour le contraindre à réagir : tout vaut mieux que cette indifférence des troupeaux que l’on mène à l’abattoir… ou aux urnes.

## L’universelle souffrance

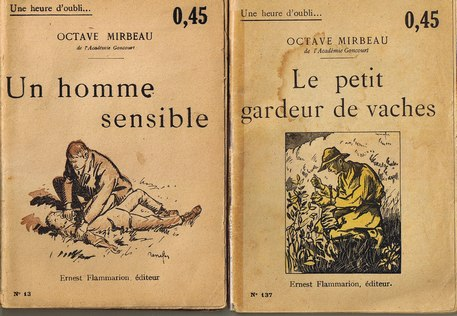
Un homme sensible (1919) et Le Petit Gardeur de vaches (1922).

Les thèmes abordés suscitent un choc pédagogique : le tragique de l’humaine condition et « l’horreur d’être un homme » ; la souffrance consubstantielle à l’existence ; le sadisme, les impulsions homicides et la loi du meurtre sur laquelle reposent les sociétés ; l’incommunicabilité et la guerre entre les sexes ; et la dérisoire existence larvaire d’êtres humains déshumanisés par une société oppressive et aliénante. Avant Le Jardin des supplices, Mirbeau y dresse l’inventaire des infamies humaines et de l’universelle souffrance : « L’homme se traîne pantelant, de tortures en supplices, du néant de la vie au néant de la mort ».

## Une entreprise de démystification

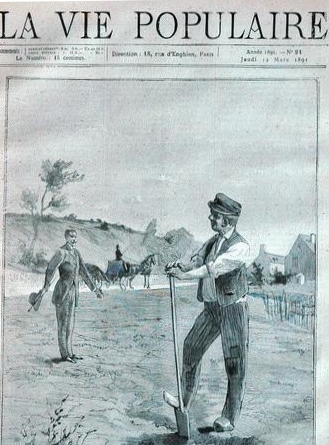
Octave Mirbeau, Le Rebouteux, dans La Vie populaire (12 mars 1891).

Les contes de Mirbeau, farcis d’allusions polémiques à l’actualité, sont le complément de ses chroniques journalistiques. Il s’y livre à une contestation radicale de toutes les institutions et y attaque toutes les formes du mal social de la fin du siècle : le cléricalisme qui empoisonne les âmes, le nationalisme qui pousse au crime, le revanchisme fauteur de guerre, l’antisémitisme homicide, le colonialisme génocidaire, le cynisme des politiciens qui arnaquent les électeurs, le sadisme des « âmes de guerre », la misère des prolétaires des villes et des campagnes, la prostitution, l’exploitation des pauvres et l’exclusion sociale. Loin de n’être qu’un inoffensif dérivatif, les contes cruels de Mirbeau constituent une véritable entreprise de démystification.

## Liste des contes
- Veuve [Je me préparais à sonner au presbytère…]
- Le Tripot aux champs
- Le Père Nicolas
- Le Crapaud
- La Mort du père Dugué
- Kervilahouen
- L'Enfant mort
- Vers le bonheur
- La Tristesse de maît'Pitaut
- Les Corneilles
- La Puissance des lumières
- L'Octogénaire
- Dans l'antichambre
- ? [La Bouille est…]
- Une bonne affaire
- Les Bouches inutiles
- Des passants
- Un fou
- Solitude !
- Les Hantises de l'hiver
- Les Âmes simples
- Paysage d'été
- Tatou
- Parquons les bigorneaux
- En traitement [Dans le jardin de l’hôtel…]
- En traitement [Avant de quitter les Pyrénées…]
- Les Millions de Jean Loqueteux
- Les Perles mortes
- Enfin, seul !
- La Chambre close
- La Chanson de Carmen
- Les Eaux muettes
- Gavinard
- La Tête coupée
- La Mort du chien
- Mon oncle
- Le Colporteur
- Rabalan
- L'Assassin de la rue Montaigne
- Avant l'enterrement
- Le Petit Gardeur de vaches
- Maroquinerie
- La Pipe de cidre
- Un mécontent
- Un gendarme
- La P'tite
- L’Homme au grenier
- Le Vieux Sbire
- Un voyageur
- Puvisse Déchavane
- Le Lièvre
- En viager
- Paysage de foule
- Le Petit Pavillon
- Paysage d'hiver [L'autre jour, j'étais invité…]
- Le Dernier Voyage
- Un joyeux drille !
- Monsieur Joseph
- La Livrée de Nessus
- En traitement [Comme je montais m'habiller…]
- L'Embaumeur
- Le Pantalon
- La Peur de l'âne
- La Vieille aux chats
- Paysage d'automne
- Paysage de foule
- Un homme sensible
- Âmes de guerre
- Le numéro 24
- Paysages d'automne
- Piédanat
- Pauvre Tom !
- Histoire de chasse
- La Belle Sabotière
- Le Bain
- Le Pauvre Sourd
- Vieux Pochard
- En promenade
- Mémoire pour un avocat
- Le Pont
- Pauvre Voisin
- Précocité
- La Villa hantée
- Veuve [En rentrant chez moi…]
- La Bague
- Clotilde et moi
- La Bonne
- Le Petit Mendiant
- La Guerre et l'Homme
- L'Enfant
- Agronomie
- Conte
- Le Rebouteux
- Croquis bretons
- Le Rat de cave
- Monsieur le recteur
- Paysage d'hiver [Voici la scène…]
- Les Abandonnés
- Un baptême
- La Folle
- Colonisons
- ? [Mon ami B. fut toute sa vie…]
- L'Oiseau sacré
- Une perquisition en 1894
- Le Mur
- Sur la route
- Un point de vue
- Le Polonais
- Les Marchandes du temple
- Au pied d'un hêtre
- Le Tronc
- Pantomime départementale
- Maroquinerie
- Le Tambour
- À Cauvin
- Récit avant le gala
- Pour M. Lépine
- Le Gamin qui cueillait les cèpes
- La Fée Dum-Dum
- La Vache tachetée
- Dépopulation
- Le Portefeuille
- Il est sourd !
- Après 1789 !
- Âmes de guerre
- Ils étaient tous fous
- Un raté
- Nocturne parisien
- La Justice de paix
- La Table d'hôte
- Un Poète local
- Le Nid de frelons
- Les Deux Amis
- La Première Émotion
- Un administrateur
- Monsieur Quart
- Les Souvenirs d'un pauvre diable
- Pour s'agrandir
- Mon pantalon !
- En attendant l'omnibus
- Le Petit Vicomte
- En traitement [M. Isidore-Joseph Tarabustin…]
- Homards à l’américaine
- Les Deux Voyages
- Jour de congé
- Tableau parisien

### Contes de Mirbeau
- Octave Mirbeau, Contes I, Bibliothèque électronique du Québec.
- Octave Mirbeau, Contes II, Bibliothèque électronique du Québec.
- Octave Mirbeau, Contes III, Bibliothèque électronique du Québec.
- Octave Mirbeau, Contes IV, Bibliothèque électronique du Québec.
- Octave Mirbeau, Vingt contes, Bibliothèque Municipale de Lisieux.
- Octave Mirbeau, Mémoire pour un avocat, Éditions du Boucher.
- La Pipe de cidre.
- La Vache tachetée.

### Sur les contes de Mirbeau
- Anne Briaud, « L'Influence de Schopenhauer dans la pensée mirbellienne », Cahiers Octave Mirbeau, no 8, 2001, , p. 219-227.
- Fernando Cipriani, « Mort et cruauté dans les contes de Villiers et de Mirbeau », Cahiers Octave Mirbeau, no 18, 2011, p. 50-58.
- Claude Herzfeld, « L'Ouest méduséen des nouvelles d’Octave Mirbeau », in L'Ouest dans la nouvelle, la nouvelle dans l’Ouest, Presses de l’Université d’Angers, 2000, p. 143-156.
- Bernard Jahier, « La Caricature dans les Contes cruels d'Octave Mirbeau », Cahiers Octave Mirbeau, no 14, 2007, p. 115-139.
- Isabelle Mellot, Antinaturalisme et antiphysis dans le conte cruel fin-de-siecle chez Octave Mirbeau et Villiers de l'Isle-Adam, mémoire de Master 2, École Normale Supérieure de Lyon, 2015.
- Pierre Michel, « Mirbeau et Dans l'antichambre », Cahiers Octave Mirbeau, no 5, 1998, p. 223-237.
- Pierre Michel, « Octave Mirbeau et la marginalité », cahier no 29 des Recherches sur l’imaginaire, Presses de l’Université d’Angers, 2002, p. 93-103.
- Pierre Michel, Préface de Mémoire pour un avocat.
- Jean-François Wagniart, « Les représentations de l’errance et des vagabonds dans l’œuvre d’Octave Mirbeau », Cahiers Octave Mirbeau, no 8, 2001, p. 306-315.
- Robert Ziegler, « Jeux de massacre », Cahiers Octave Mirbeau, no 8, 2001, p. 172-182.